# Tatort: Vier Leben
Vier Leben ist ein Fernsehfilm aus der Krimireihe Tatort. Der vom RBB produzierte Beitrag ist die 1293. Tatort-Episode und wurde am 16. Februar 2025 im SRF, im ORF und im Ersten ausgestrahlt. Es ist der 20. Fall des Berliner Ermittlers Robert Karow und der dritte gemeinsame Fall, aber die vierte gemeinsame Folge, des Ermittlerteams Karow/Bonard.

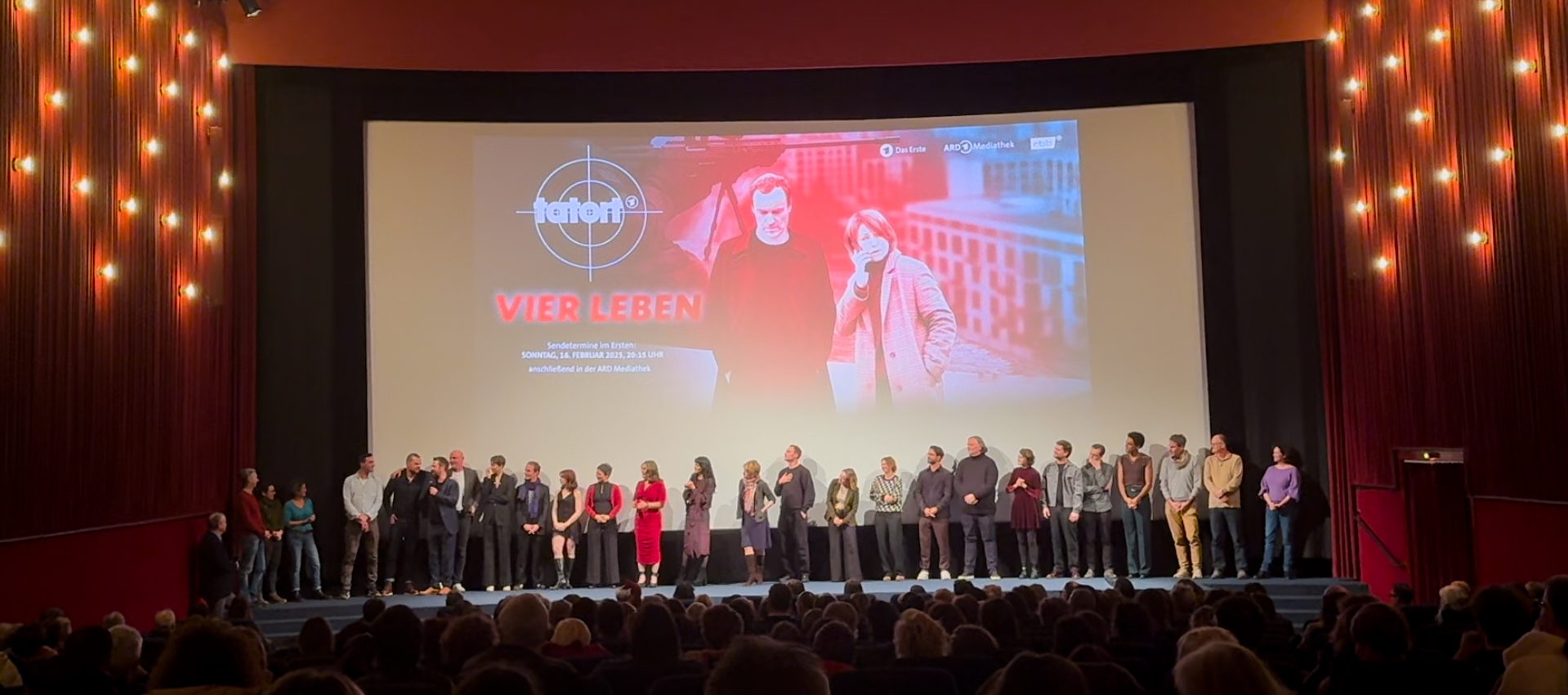
Darsteller und Team bei der Premiere des Berliner Tatorts VIER LEBEN (Episode 1293) im Berliner Delphi Filmpalast am 20. Januar 2025

## Handlung
Ein Scharfschütze erschießt vom Dach eines Bürohauses aus den früheren SPD-Abgeordneten und Lobbyisten der Lebensmittelwirtschaft Jürgen Weghorst vor dem Bahnhof Friedrichstraße. Das Dach hat er professionell mit Stolperdraht und Rauchbomben gesichert. Susanne Bonard und Robert Karow ermitteln. Ein Staatsbesuch steht kurz bevor, und die Innensenatorin macht Druck.
Weghorst hatte sich mit seiner Chefin Ulrike Menzel überworfen, weil er den Lobbyverband verlassen und in die Politik zurückkehren wollte. Zudem wurde er von Soraya Barakzay, einer Mitarbeiterin der Fluchthilfe-Organisation Rescue Plan, für den Tod von Ortskräften beim Abzug der westlichen Streitkräfte aus Kabul verantwortlich gemacht und von ihr bedroht. Weghorst war mit der Lobby-Organisation Pivot-Club in Afghanistan gewesen, als dort die Lage eskalierte. Zusammen mit Ulrike Menzel, der Kommunikationsberaterin Elisabeta Alvarez und dem Anwalt und Ex-Geheimdienst-Koordinator Avid Wittek waren sie mit einer fast leeren Bundeswehrmaschine aus Kabul abgeflogen, während 80 hoch gefährdete Ortskräfte auf ihre Evakuierung warteten. Unter ihnen auch Soraya Barakzay, deren Kinder später von den Taliban ermordet wurden.
Wenige Stunden nach dem Mord an Weghorst wird Elisabeta Alvarez bei einem Empfang im Restaurant auf dem Humboldt Forum von einer Gewehrkugel tödlich verletzt. Sie verblutet unter Karows Händen. Der Schütze war ungenau, anscheinend ungeübt – es muss sich also um zwei Täter handeln. Er hat vom Berliner Dom aus geschossen und kann entkommen. 
Der Staatsbesuch wird abgesagt, Ulrike Menzel und Avid Vittek werden unter Polizeischutz gestellt. Über die Protokolle des Afghanistan-Untersuchungsausschusses und die Telefonüberwachung von Soraya Barakzay stoßen die Ermittler auf den KSK-Soldaten Stephan Unge, der als Scharfschütze in Afghanistan war und dort eine Liebesbeziehung mit Soraya Barakzay hatte. Barakzay wird verhaftet, nach Unge gefahndet.
Trotz Polizeischutz gelingt es dem zweiten Schützen, einem kriegsversehrten Kameraden von Stefan Unge, Avid Wittek vor dessen Haus zu erschießen. Danach begeht der Afghanistan-Veteran Suicide by cop. 
Stefan Unge entführt fast zeitgleich Menzel und trifft sich mit einem Journalisten in einer Tiefgarage, um per Livestream den Verrat an den Ortskräften in Kabul und seine Enttäuschung als Soldat, der für den Afghanistan-Einsatz sein Leben riskiert hat, an die Öffentlichkeit zu bringen. Anschließend will er Menzel vor laufender Kamera erschießen. Diesen vierten Mord können Karow und Bonard jedoch mit Hilfe von Soraya Barakzay verhindern.

## Hintergrund
Der Film wurde vom 15. November 2023 bis zum 14. Dezember 2023 in Berlin gedreht. Drehorte waren unter anderem der Berliner Dom, das Stadtschloss, der ehemalige Flughafen Tegel, der Potsdamer Platz, das Brandenburger Tor, der Dorothea-Schlegel-Platz und der Bahnhof Friedrichstraße. Am 20. Januar 2025 wurde der Film als Kino-Preview im Delphi Filmpalast gezeigt.
Vier Leben thematisiert unter anderem den chaotischen Abzug der Bundeswehr aus Afghanistan 2021 und die Aufarbeitung der Ereignisse im Afghanistan-Untersuchungsausschuss. Ein Hinweis nach der Einblendung des Filmtitels verweist auf den realen Hintergrund. Im weiteren Verlauf wird eine Filmsequenz, die Karow und Bonard bei Recherchen zeigt, mit Archivmaterial aus Kabul unterschnitten.

## Rezeption

### Kritiken
Thomas Gehringer schrieb auf Tittelbach.tv „der Reihen-Krimi des Monats kommt aus Berlin“ und konstatierte „Mark Waschke & Corinna Harfouch bestätigen mit dem temporeichen Politthriller [...] ihre Spitzenstellung unter den ‚Tatort‘-Teams“. Außerdem lobte er das „vorzügliche Spiel von Pegah Ferydoni“ und die Bildgestaltung von Kameramann Jan-Marcello Kahl, die Vier Leben zu einem „ausgesprochen dynamischen Berlin-Thriller mit interessanten Perspektiven“ mache.
„Mit der Episode „Vier Leben“ trifft die ARD-Krimireihe auch bezogen auf Aktualität und den politischen Anspruch ins Schwarze“, urteilte die Westdeutsche Allgemeine Zeitung. Während das Wort Afghanistan im Wahlkampf nur noch in Verbindung mit Terror und illegaler Migration falle, erinnere der Film an eine „andere, mittlerweile gerne verdrängte Realität“.
Für die Frankfurter Allgemeine Zeitung „zeigt dieser von Regisseur Mark Monheim prägnant inszenierte Film, wie interessant es wird, wenn der Sonntagskrimi sich in den Details auf die politische Realität einlässt“.
Die Welt lobte, der rbb habe mit Vier Leben gemacht, „was der Berliner ‚Tatort‘ viel zu wenig getan hat in der Vor-Harfouch-Ära: In den Maschinenraum der Macht geschaut und ein menschliches Drama gefunden“.
Die Märkische Oderzeitung schrieb Vier Leben sei „ein kurzweiliger Politik-Thriller, der eines der komplexesten Kapitel der jüngeren deutschen Vergangenheit aufgreift. Ein ‚Tatort‘, der sich thematisch etwas traut“.
Der Stern fand Vier Leben sei ein „durch und durch kluger und spannender Krimi, der die dramatischen Stunden in Berlin wunderbar für das Publikum einfängt“. Zudem nutze der aktuelle Berliner „Tatort“ seinen Standort-Vorteil ideal: „Berlin und das Regierungsviertel (plus der alte Flughafen Tegel) sind neben Karow und Bonard hier ganz klar die weiteren Hauptdarsteller und sorgen so für einen Mehrwert und eine Unverwechselbarkeit“. 
Tilmann P. Gangloff schrieb auf Evangelisch.de, der politische Hintergrund lasse „diesen Sonntagskrimi weit aus dem TV-Alltag herausragen“ und meinte Vier Leben sei „anspruchsvoll und bedarf der vollen Konzentration“, liefere aber zum Ausgleich diverse Actionszenen. Das Finale sei „pures Hochspannungsfernsehen“.
TV Spielfilm vergab die Bestwertung und schrieb: „Der unrühmliche NATO-Abzug vom Hindukusch und der Umgang mit den Ortskräften heruntergebrochen auf komplex verdichtete, gerade mal 15 Stunden umfassende Ereignisse. Wahrlich ein Hauptstadtkrimi von Format.“
Die Augsburger Allgemeine nannte Vier Leben „anspruchsvoll, unangenehm, konfrontativ“ und kam zu diesem Fazit: „Eins aber steht fest: ‚Vier Leben‘ ist eine ‚Tatort‘-Sternstunde.“
Der Spiegel hingegen kritisierte die „steif gesprochenen Dialoge“ und dass die Motivation des Täters, „am Ende auch mit enttäuschten romantischen Gefühlen zusammenhängt“.
Der Tagesspiegel bemängelte die „hölzernen Figuren“ und „einen der unplausibelsten Showdowns der jüngeren ‚Tatort‘-Geschichte“.
Die Süddeutsche Zeitung lobte zwar das hohe Erzähltempo und nannte Vier Leben einen rasanten „Tatort“, kritisierte aber ebenfalls das Finale: „Wäre da nicht ein vermeidbares Desaster. Nein, nicht der Truppenabzug aus Afghanistan, sondern das Ende des Films.“

### Einschaltquoten
Die Erstausstrahlung von Vier Leben am 16. Februar 2025 wurde in Deutschland von 7,40 Millionen Zuschauern gesehen und erreichte einen Marktanteil von 23,8 % für Das Erste.